# Wereldschool
De Wereldschool geeft Nederlands afstandsonderwijs aan kinderen van 2 t/m 18 jaar in het buitenland. Ze bieden diverse lesprogramma’s, offline en online, volledig of een specifiek vak in het Nederlands, aan. De Wereldschool is onderdeel van Stichting IVIO.

## Oprichting
De Wereldschool is in 1948 opgericht door Stichting IVIO (Instituut Voor Individueel Onderwijs) in Nederlands-Indië met als doel Nederlandse en Vlaamse kinderen in het buitenland te voorzien van onderwijs. Door middel van afstandsonderwijs werd en wordt het volledig basisonderwijs, de onderbouw, en de bovenbouw van het voortgezet onderwijs aangeboden. Voor het vak Nederlands kan men tot en met de examenjaren voor havo en vwo Nederlands doen. Inmiddels is de school actief in meer dan 120 landen. 

## Afstandsonderwijs
In het basisonderwijs (lager onderwijs in België) geeft de ouder of een andere Nederlandstalige volwassenen les aan het kind met behulp van door de Wereldschool ontwikkelde handleidingen. Op afstand worden ouder en kind begeleid door een leerkracht vanuit Nederland. In het voortgezet onderwijs (secundair onderwijs in België) worden de leerlingen rechtstreeks door docenten vanuit Nederland begeleid en hebben de ouders een coachende rol.

## Wereldreizigers
In toenemende mate wordt ook gebruikgemaakt van de Wereldschool door gezinnen die een half of heel jaar sabbatsverlof nemen en op deze wijze toch het onderwijs kunnen continueren. Ook kinderen die in Nederland om uiteenlopende redenen niet naar school gaan doen een beroep op de Wereldschool.

## IB-programma
De Wereldschool werkt ook samen met internationale scholen. Een internationale school is een school waar lesgegeven wordt in een buitenlandse taal (veelal in het Engels). Vaak is het niet mogelijk om via de school het Nederlands te onderhouden omdat er geen Nederlands docent aanwezig is. De Wereldschool levert in dat geval een docent op afstand en de lesmaterialen. De docent van de Wereldschool onderhoudt intensief contact met de leerling en met de IB-coördinator van de internationale school (IB staat voor Internationaal Baccalaureaat). 
De Wereldschool staat onder toezicht van de Onderwijsinspectie en werkt samen met stichting Nederlands Onderwijs in het Buitenland, stichting NOB.
In 2014 maakten 1.200 kinderen gebruik van de Wereldschool. 
De Wereldschool biedt voortgezet onderwijs in alle vakken voor de onderbouw en de bovenbouw van vmbo-tl, havo en vwo.